# Thorbjörn Larsson
Thorbjörn Rolf Larsson, född 8 juni 1945 i Ljusnarsbergs församling, Örebro län, död 4 juli 2022, var en svensk tidningsman.
Larsson var chefredaktör på Aftonbladet 1987–1997 och har även bland annat varit vd för TV4, styrelseordförande för Expressen och chefredaktör för Dagens Nyheter. Han tilldelades Stora journalistpriset 1995 och har kallats den svenska medievärldens gudfader.

## Biografi
Larssons första uppdrag som chefredaktör var i gymnasiet där han 1962 startade tidningen Bryt – med vitaminer tillsammans med Anders Gerdin, som efterträdde honom som chefredaktör på Aftonbladet. Han började som redigerare på Aftonbladet 1969, blev chefredaktör 1987 och slutade 1997, när tidningen efter 44 år gick om Expressen och blev Skandinaviens största tidning. Han accepterade tjänsten som koncerndirektör i Schibsted och var styrelseordförande för Aftonbladet under ett halvår. 1995 fick han Stora Journalistpriset.
Den 1 september 1998 efterträdde han Christer Forsström som vd för TV4 AB. År 2002 blev han styrelseordförande i TV4. Han lämnade uppdraget i samband med att Proventus och Schibsted kom in i styrelsen.
2002–2006 var han styrelseordförande för Expressen. Han var med och startade Stockholm City och var styrelseordförande fram till 2006. Under samma period var han styrelseordförande för Skånemedia (Kristianstadsbladet, Ystads Allehanda och Trelleborgs Allehanda) och vice ordförande för Sydsvenskan.
Han var sedan starten år 2000 styrelseledamot i Piratförlaget och ordförande i Elib sedan starten år 2000. Elib ägs av Bonnierförlagen, Piratförlaget, Natur & Kultur och Norstedts och distribuerar ljud- och e-böcker. Den 4 september 2006 tillträdde han tjänsten som chefredaktör och ansvarig utgivare för Dagens Nyheter, ett uppdrag som han behöll till oktober 2009. Han satt sedan i Dagens Nyheters styrelse och var krönikör i tidningen Medievärlden. 
Larsson har kallats för den svenska medievärldens gudfader, och har haft stor påverkan på svenska redaktörer som Lena K Samuelsson, Anders Gerdin, Kalle Jungkvist, Niklas Silow, Otto Sjöberg, Amelia Adamo och Sakari Pitkänen samt direktör Gunnar Strömblad.